# 502 a.C.

## Eventos
- Nono ano após a derrubada dos reis: o genro de Tarquínio reúne um grande exército para atacar Roma; os romanos introduzem um novo cargo, de ditador, que tem mais poder que o cônsul romano, e o cargo de mestre da cavalaria (magister equitum), para auxiliar o ditador.[1]
- Opitero Vergínio Tricosto e Espúrio Cássio Vecelino, cônsules romanos.
- O primeiro ditador foi Lárcio, e o primeiro mestre da cavalaria Espúrio Cássio.[1]